# Maîtres, maîtres
Pour plus de détails, voir Fiche technique et Distribution.
Maîtres, maîtres (Majstori, majstori!) est un film yougoslave réalisé par Goran Marković, sorti en 1980.

## Synopsis
Les professeurs et les personnels administratifs d'une école primaire préparent la fête de départ de la femme de ménage.

## Fiche technique
- Titre original : Majstori, majstori!
- Titre français : Maîtres, maîtres
- Réalisation : Goran Marković
- Scénario : Goran Marković et Miroslav Simic
- Décors : Zivan Todorovic
- Costumes : Vesna Avramović
- Photographie : Milan Spasić
- Montage : Vuksan Lukovac
- Musique : Zoran Simjanović
- Pays d'origine : Yougoslavie
- Format : Couleurs - 35 mm - Mono
- Genre : comédie dramatique
- Durée : 83 minutes
- Date de sortie :
  - Yougoslavie : 20 novembre 1980

## Distribution
- Bogdan Diklić (sr) : l'inspecteur Simić
- Semka Sokolović-Bertok : la directrice de l'école
- Tanja Bošković : Bosa, la secrétaire
- Pavle Vujisić : Stole, le concierge
- Olivera Marković  : Kristina, la professeure de biologie
- Zoran Radmilović : Sava, le professeur d'enseignement technique
- Aleksandar Berček : Djoka 'Whisky', le professeur de serbe
- Milivoje Tomić : Vuksan, le trésorier
- Mirjana Karanović : Dunja, la professeure de mathématiques
- Miodrag Andrić : Silja, le professeur d'éducation physique
- Predrag Laković : Bogdan, le directeur adjoint
- Snežana Nikšić : Gordana, la professeure d'anglais
- Stojan Dečermić : Cira 'Emanuela', le professeur d'art
- Rade Marković : Miloje
- Mira Banjac : Ljiljana